# Giovanni Secondo Anfossi
Giovanni Secondo Anfossi (Ventimiglia, 7 marzo 1875 – 5 giugno 1960) è stato un politico italiano, eletto al Senato nella I legislatura nelle file di Unità Socialista.

## Biografia
Laureato in giurisprudenza, fu avvocato penalista. Già esponente del Partito Socialista Italiano, dopo la scissione di Palazzo Barberini aderì al PSLI (che poi assumerà la denominazione di Partito Socialista Democratico Italiano; è stato consigliere comunale a Imperia e consigliere provinciale (ed assessore) di Imperia. Membro della Deputazione provinciale di Imperia e presidente dell'Ordine degli avvocati di Sanremo. Venne eletto al Senato nel 1948, dove rimase in carica fino al 1953.
Morì all'età di 85 anni nel giugno 1960.